# Štuparje
Štuparje is een plaats in de gemeente Petrovsko in de Kroatische provincie Krapina-Zagorje. De plaats telt 466 inwoners (2001).